# František Halíř
František Halíř (* 10. května 1950, Jablonec nad Nisou) je bývalý československý sáňkař. Po skončení aktivní kariéry působí jako trenér.

## Sportovní kariéra
Na X. ZOH v Grenoble 1968 skončil v závodě jednotlivců na 20. místě a v závodě dvojic na 14. místě (s Janem Hamříkem).